# 拉多尼亞 (密蘇里州)
拉多尼亞（英語：Laddonia）是位於美國密蘇里州奧德雷恩縣的城市。

## 人口
根據2020年美國人口普查的數據，拉多尼亞的面積為1.83平方千米，皆為陸地。當地共有人口502人，而人口密度為每平方千米274人。